# 阿霍皮查卡山
15°12′39″S 71°06′54″W / 15.21083°S 71.11500°W
阿霍皮查卡山（Aqhu Phichaqa），是秘魯的山峰，位於該國南部庫斯科大區，由孔多羅馬區和奧科魯羅區負責管轄，屬於安地斯山脈的一部分，海拔高度4,800米。